# Плавання на літніх Олімпійських іграх 2016 — естафета 4x100 метрів комплексом (чоловіки)
Змагання з плавання в естафеті 4x100 метрів комплексом серед чоловіків на Олімпіаді 2016 року відбулися 12 і 13 серпня на Олімпійському водному стадіоні.

## Рекорди
Станом на 12 серпня 2016 світовий і олімпійський рекорди були такими:
| Світовий рекорд     | США (USA) | 3:27.28 | Рим, Італія  | 2 серпня 2009  | [ 3 ] [ 4 ] |
| Олімпійський рекорд | США (USA) | 3:29.34 | Пекін, Китай | 17 серпня 2008 | [ 5 ]       |

## Розклад змагань
Час місцевий (UTC−3)
| Дата      | Час | Раунд             |
| --------- | --- | ----------------- |
| 12 серпня |     | Попередні запливи |
| 13 серпня |     | Фінал             |

## Результати
Загалом у цій дисципліні взяли участь 16 команд. 8 найкращих із двох запливів вийшли у фінал.

### Попередні запливи
| Місце | Заплив | Доріжка | Країна                | Плавці | Час     | Нотатки |
| ----- | ------ | ------- | --------------------- | --- | ------- | ------- |
| 1     | 1      | 5       | Велика Британія (GBR) | Кріс Вокер-Гебборн (53.68) Адам Піті (57.49) Джеймс Ґай (51.48) Данкан Скотт (47.82)                      | 3:30.47 | Q, NR   |
| 2     | 2      | 4       | США (USA)             | Девід Пламмер (52.70) Кевін Кордес (59.51) Том Шілдс (51.88) Кайлеб Дрессел (47.74)                       | 3:31.83 | Q       |
| 3     | 2      | 3       | Японія (JPN)          | Рьосуке Іріє (53.57) Ясухіро Косекі (59.02) Такуро Фудзі (51.83) Кацумі Накамура (48.01)                  | 3:32.33 | Q       |
| 4     | 1      | 4       | Австралія (AUS)       | Мітч Ларкін (53.53) Джейк Паккард (59.80) Девід Морган (51.25) Кемерон Макевой (47.99)                    | 3:32.57 | Q       |
| 4     | 2      | 8       | Китай (CHN)           | Сюй Цзяюй (53.45) Лі Сян (59.17) Лі Чжухао (51.81) Нін Цзетао (48.14)                                     | 3:32.57 | Q       |
| 6     | 1      | 2       | Росія (RUS)           | Григорій Тарасевич (53.54) Антон Чупков (59.39) Євген Коптєлов (51.98) Олександр Сухоруков (48.04)        | 3:32.95 | Q       |
| 7     | 2      | 6       | Бразилія (BRA)        | Гільєрме Гвідо (53.96) Феліпе Франса Сілва (59.64) Енріке Мартінс (51.64) Марсело Черігіні (47.72)        | 3:32.96 | Q       |
| 8     | 1      | 3       | Німеччина (GER)       | Ян-Філіп Гланія (53.86) Крістіан фон Лем (1:00.17) Штеффен Дайблер (51.51) Даміан Вірлінг (48.13)         | 3:33.67 | Q       |
| 9     | 2      | 7       | Угорщина (HUN)        | Габор Балог (54.08) Даніел Дьюрта (59.91) Бенце Пулаі (51.82) Річард Бохуш (48.08)                        | 3:33.89 |         |
| 10    | 2      | 5       | Франція (FRA)         | Каміль Лакур (53.68) Тео Бусьєр (1:01.22) Жеремі Страв'юс (51.70) Клеман Міньйон (47.87)                  | 3:34.47 |         |
| 11    | 1      | 1       | Італія (ITA)          | Сімоне Саббіоні (54.71) Андреа Тоніато (1:00.62) П'єро Кодіа (51.78) Лука Дотто (47.74)                   | 3:34.85 |         |
| 12    | 1      | 6       | Польща (POL)          | Радослав Кавенцький (54.68) Марцін Столярський (1:00.32) Конрад Черняк (51.82) Кацпер Майхшак (48.36)     | 3:35.18 |         |
| 13    | 2      | 2       | ПАР (RSA)             | Крістофер Рейд (54.26) Камерон ван дер Бург (59.87) Ділан Бош (52.94) Майлс Браун (48.43)                 | 3:35.50 |         |
| 14    | 1      | 8       | Литва (LTU)           | Данас Рапшис (54.85) Гедрюс Тітяніс (59.68) Дейвідас Маргевічюс (53.08) Сімонас Біліс (48.29)             | 3:35.90 |         |
| 15    | 2      | 1       | Греція (GRE)          | Апостолос Хрістоу (54.68) Панайотіс Самілідіс (1:00.87) Андреас Вазайос (53.27) Крістіан Голомєєв (47.93) | 3:36.75 |         |
| 16    | 1      | 7       | Канада (CAN)          | Хав'єр Асеведо (54.70) Джейсон Блок (1:00.80) Маккензі Дарраг (53.53) Юрі Кісіл (47.89)                   | 3:36.92 |         |

### Фінал
| Місце | Доріжка | Країна                | Спортсмени                                                                                       | Час     | Нотатки |
| ----- | ------- | --------------------- | ------------------------------------------------------------------------------------------------ | ------- | ------- |
| 1     | 5       | США (USA)             | Раян Мерфі (51.85) WR Коді Міллер (59.03) Майкл Фелпс (50.33) Натан Едрієн (46.74)               | 3:27.95 | OR      |
| 2     | 6       | Велика Британія (GBR) | Кріс Вокер-Гебборн (53.68) Адам Піті (56.59) Джеймс Ґай (51.35) Данкан Скотт (47.62)             | 3:29.24 | NR      |
| 3     | 3       | Австралія (AUS)       | Мітч Ларкін (53.19) Джейк Паккард (58.84) Девід Морган (51.18) Кайл Чалмерс (46.72)              | 3:29.93 |         |
| 4     | 7       | Росія (RUS)           | Євген Рилов (52.90) Антон Чупков (59.10) Олександр Садовніков (52.08) Володимир Морозов (47.22)  | 3:31.30 |         |
| 5     | 1       | Японія (JPN)          | Рьосуке Іріє (53.46) Ясухіро Косекі (58.65) Такуро Фудзі (51.56) Кацумі Накамура (48.30)         | 3:31.97 |         |
| 6     | 2       | Бразилія (BRA)        | Гільєрме Гвідо (54.23) Жоан Гомес Жуніор (58.59) Енріке Мартінс (51.52) Марсело Черігіні (48.50) | 3:32.84 |         |
| 7     | 8       | Німеччина (GER)       | Ян-Філіп Гланія (54.14) Марко Кох (59.63) Штеффен Дайблер (51.69) Даміан Вірлінг (48.04)         | 3:33.50 |         |
|       | 4       | Китай (CHN)           | Сюй Цзяюй (53.21) Лі Сян (58.59) Лі Чжухао Нін Цзетао                                            | DSQ     |         |